# Antonina Leftii
Antonina Leftii (în ucraineană Антоніна Лефтій, n. 30 mai 1945, Severinovca, raionul Camenca, Nistrenia) este o fostă actriță sovietică și ucraineană, Artist Emerit al Ucrainei.

## Biografie
S-a născut în satul Severinovca din raionul Camenca, RSS Moldovenească. În 1965 a debutat în scurtmetrajul „Intrând în mare” (Входящая в море) al soțului ei, regizorul Leonid Osîka.
În 1967 a absolvit Institutul de Stat „Gherasimov” de Cinematografie, după care a lucrat din 1965 la studioul Dovjenko. A devenit cunoscută după rolurile sale din filmele „Crucea de piatră” (Каменный крест) și „Zahar Berkut” (Захар Беркут) de același Leonid Osîka. În filmul lui Mihail Kalik, „A iubi” (Любить…), a interpretat foarte liric rolul unei tinere moldovence.
Ultimul film în care s-a filmat a fost „Numele tău” (Имя твоё, 1989). La momentul când pelicula a fost lansată, era deja emigrată în Australia.
În prezent locuiește în Sydney.